# Türmli (Altdorf)
Das Türmli befindet sich in der Gemeinde Altdorf im Kanton Uri. Der in der Mitte des 13. Jahrhunderts erstellte Turm gehört zu den ältesten Gebäuden des Kantons. 86 Treppenstufen führen zur Aussichtsplattform in 17,8 Meter Höhe. Von der Plattform aus bietet sich eine Aussicht über Altdorf und die Urner Alpen.

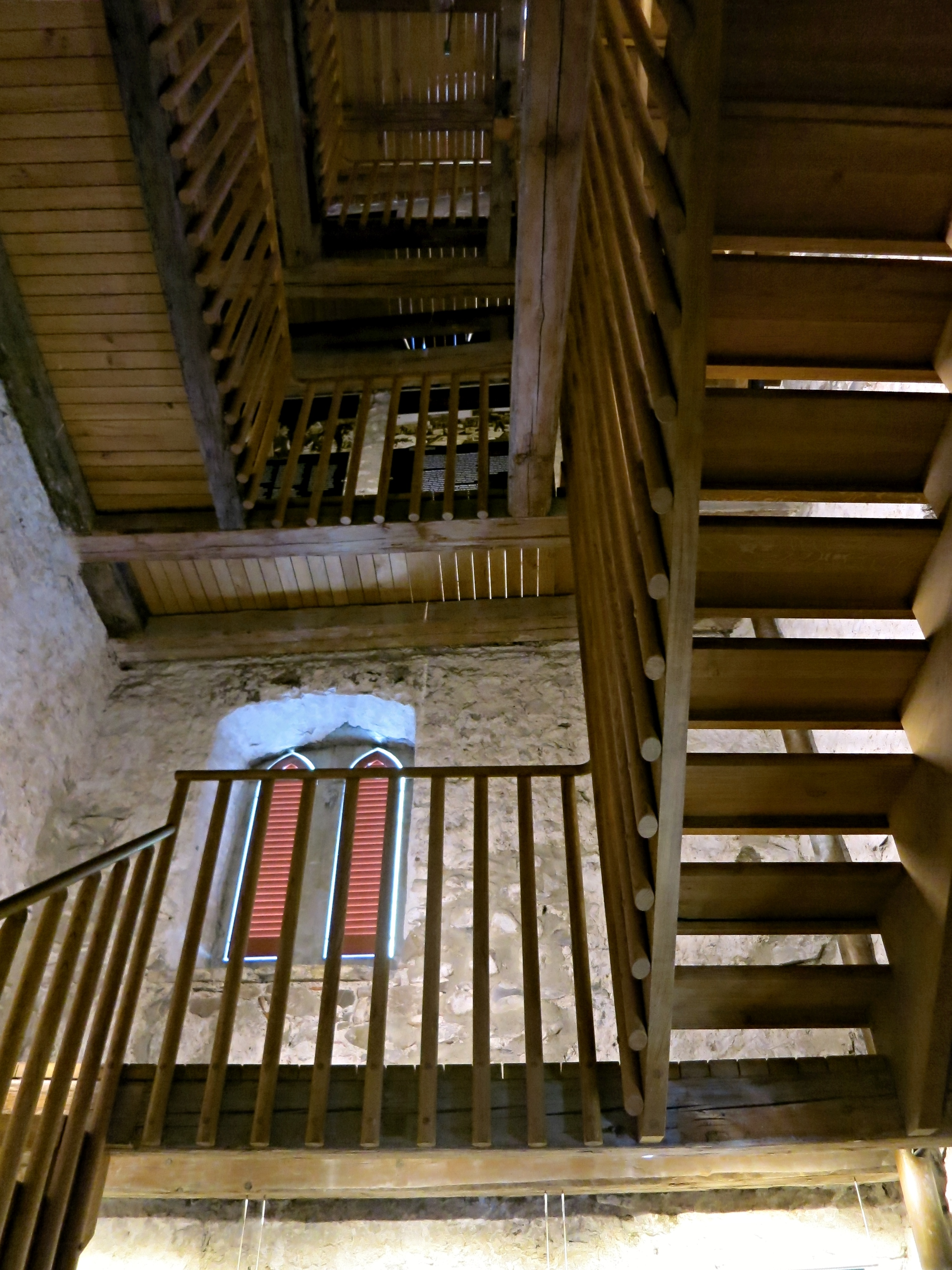
Treppen
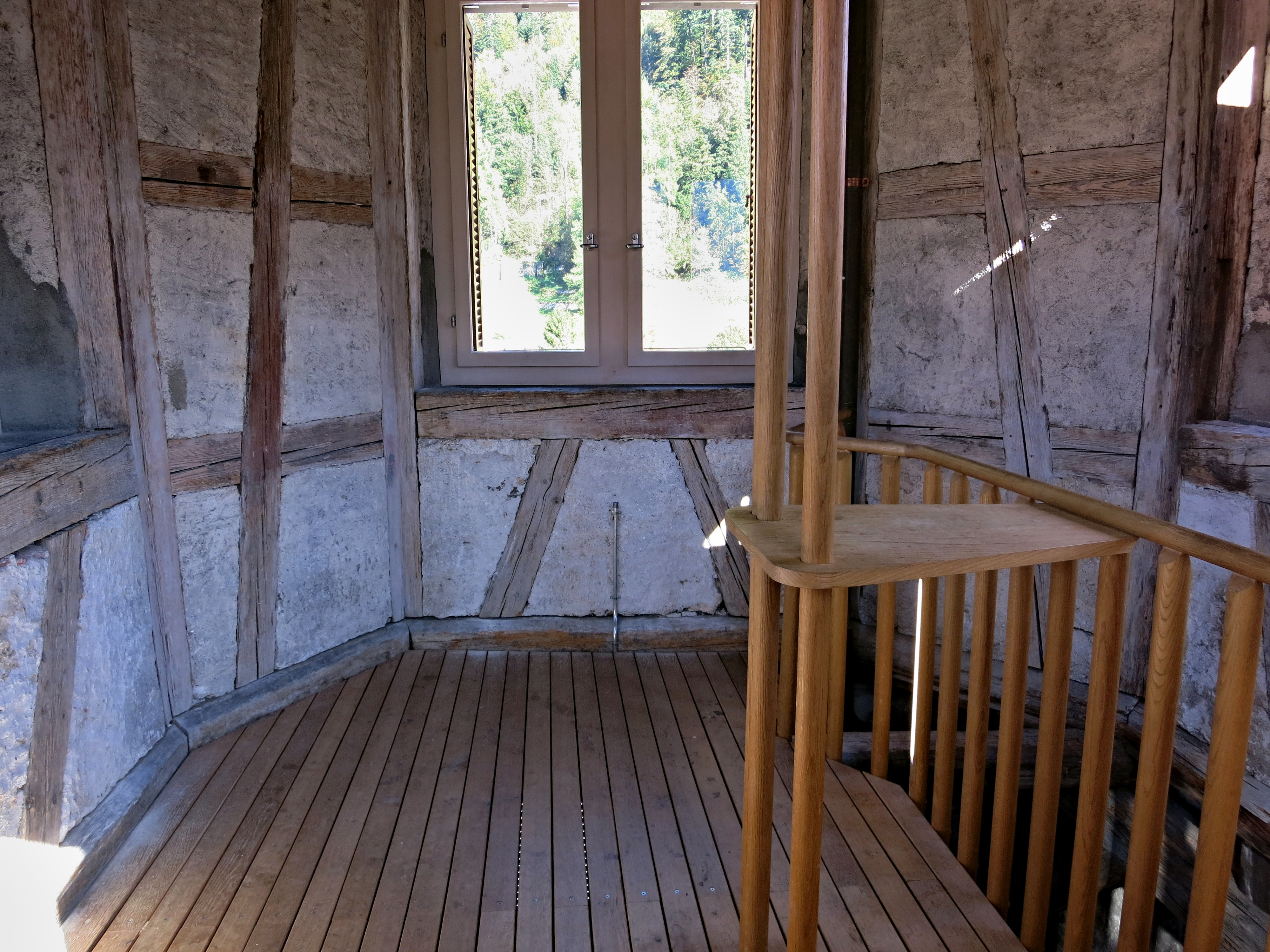
Aussichtsplattform

## Geschichte
Die Grundmauern des Turms stammen aus der Mitte des 13. Jahrhunderts. Ursprünglich diente der Bau einem einheimischen Feudalherrn als Wohnturm. 1517 ging er in den Besitz des Standes Uri über. Bald danach liess die Regierung im Turm die erste mechanische Uhr Uris einbauen. Immer mehr wurde der Turm zu einem landeshoheitlichen Gebäude mit vielseitigen Funktionen.
Seit 1895 steht auf einem Sockel vor dem Türmli das Telldenkmal. Es ist ein Werk des seinerzeit hoch angesehenen Solothurner Bildhauers Richard Kissling.
2011 wurde das Innere des Turms umfassend saniert. Das Baudenkmal kann frei und unentgeltlich besichtigt werden.

360°-Panorama vom Turm
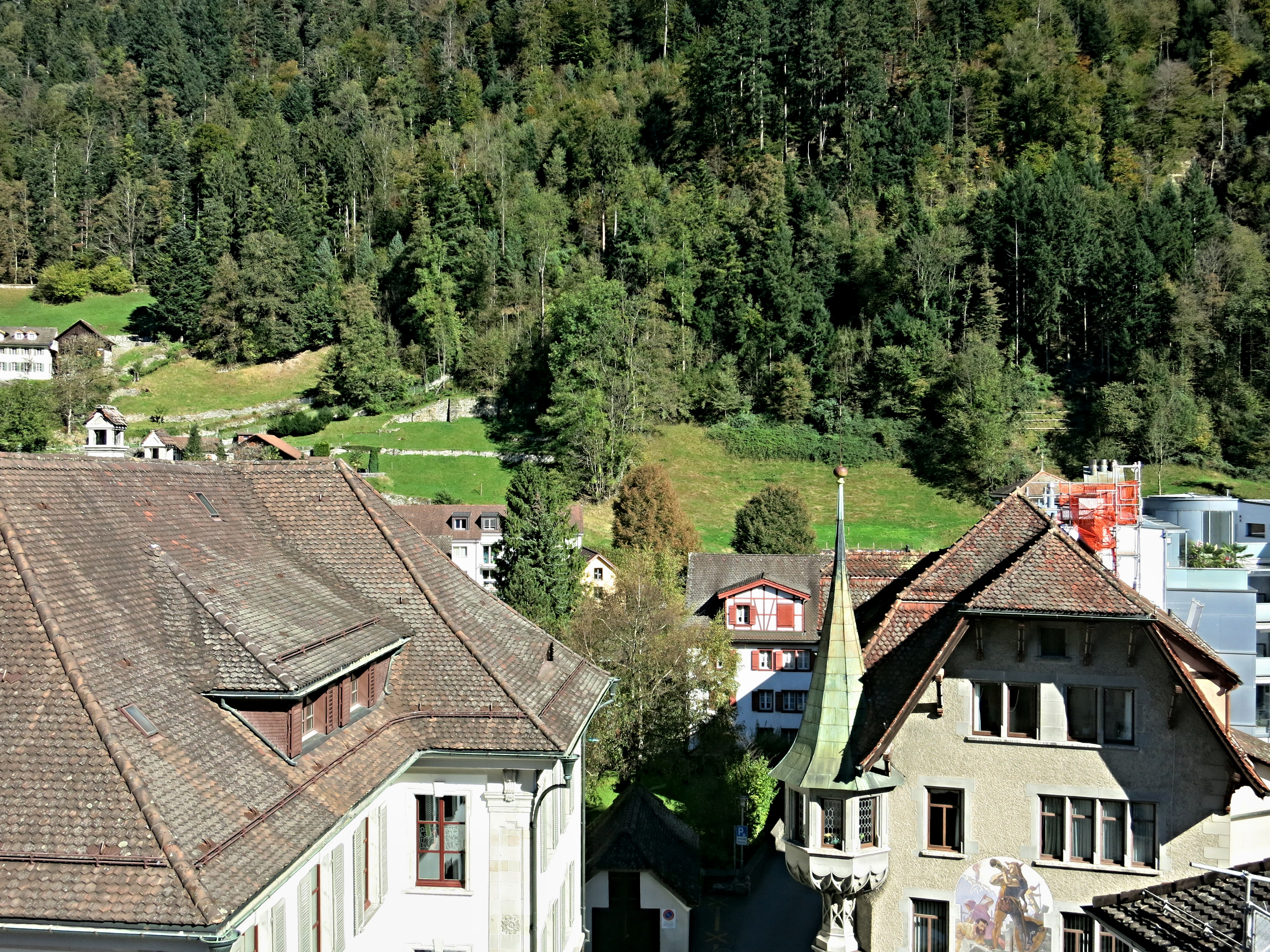
Blick Richtung Norden
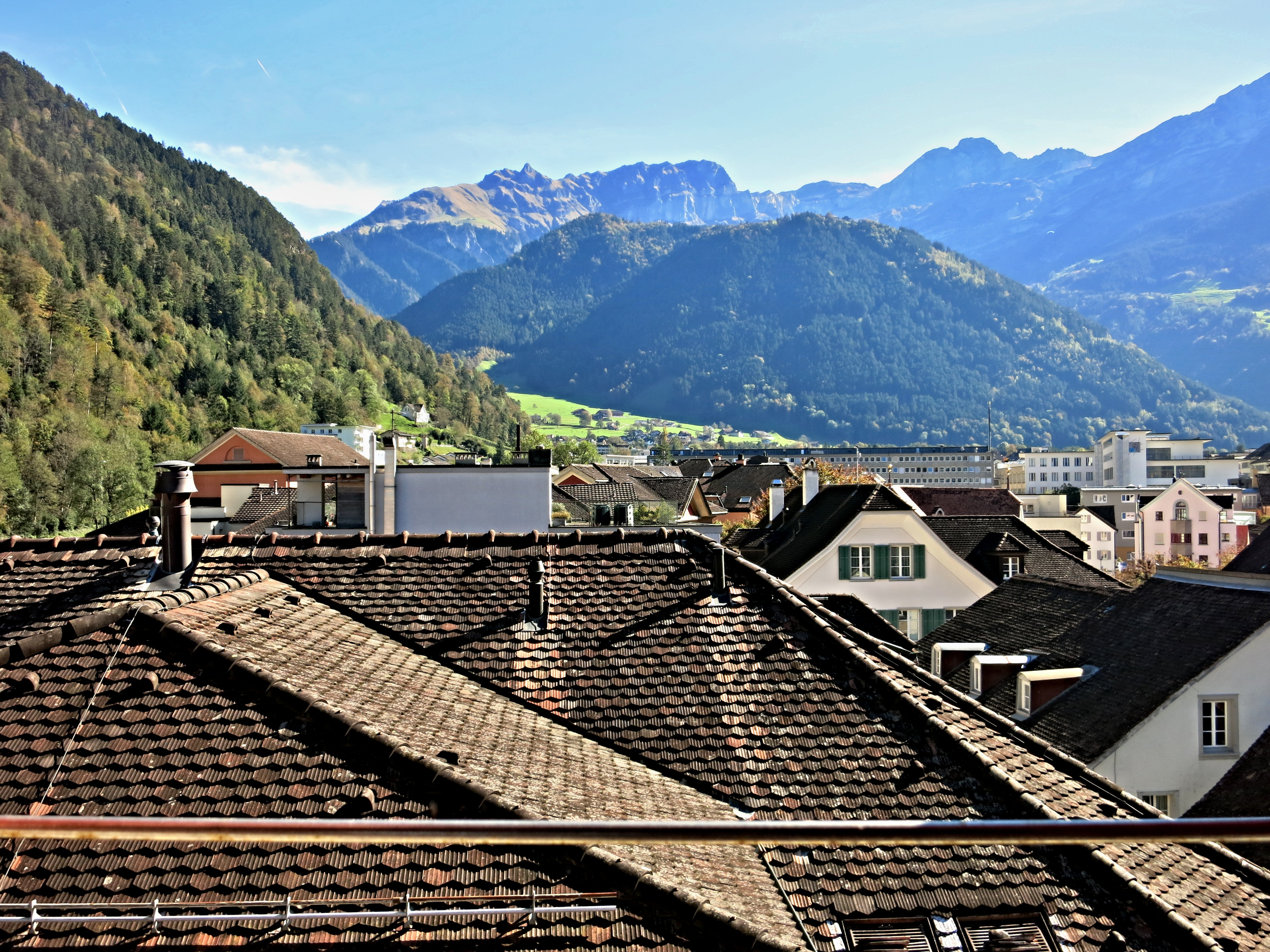
Blick Richtung Osten
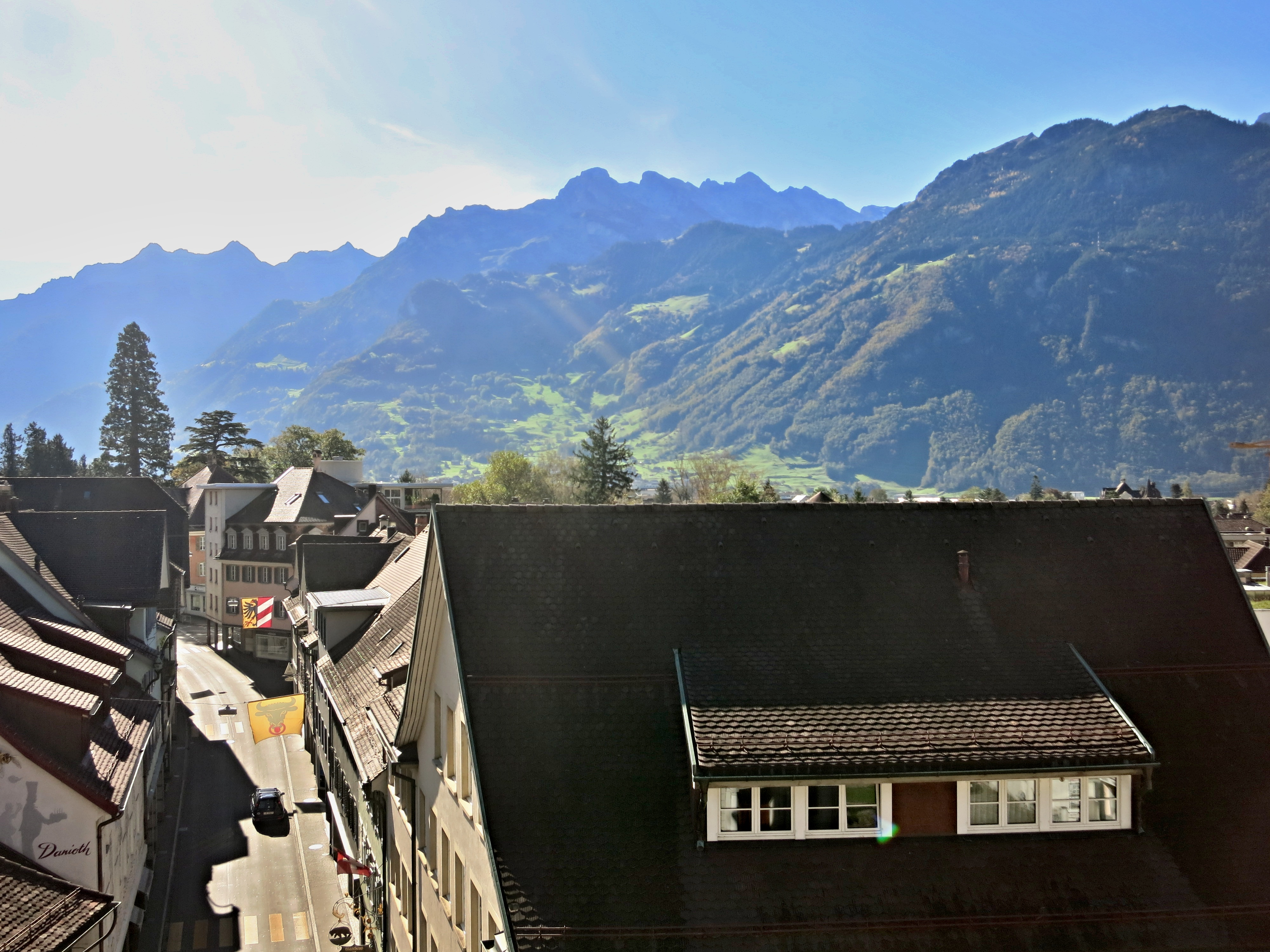
Blick Richtung Süden
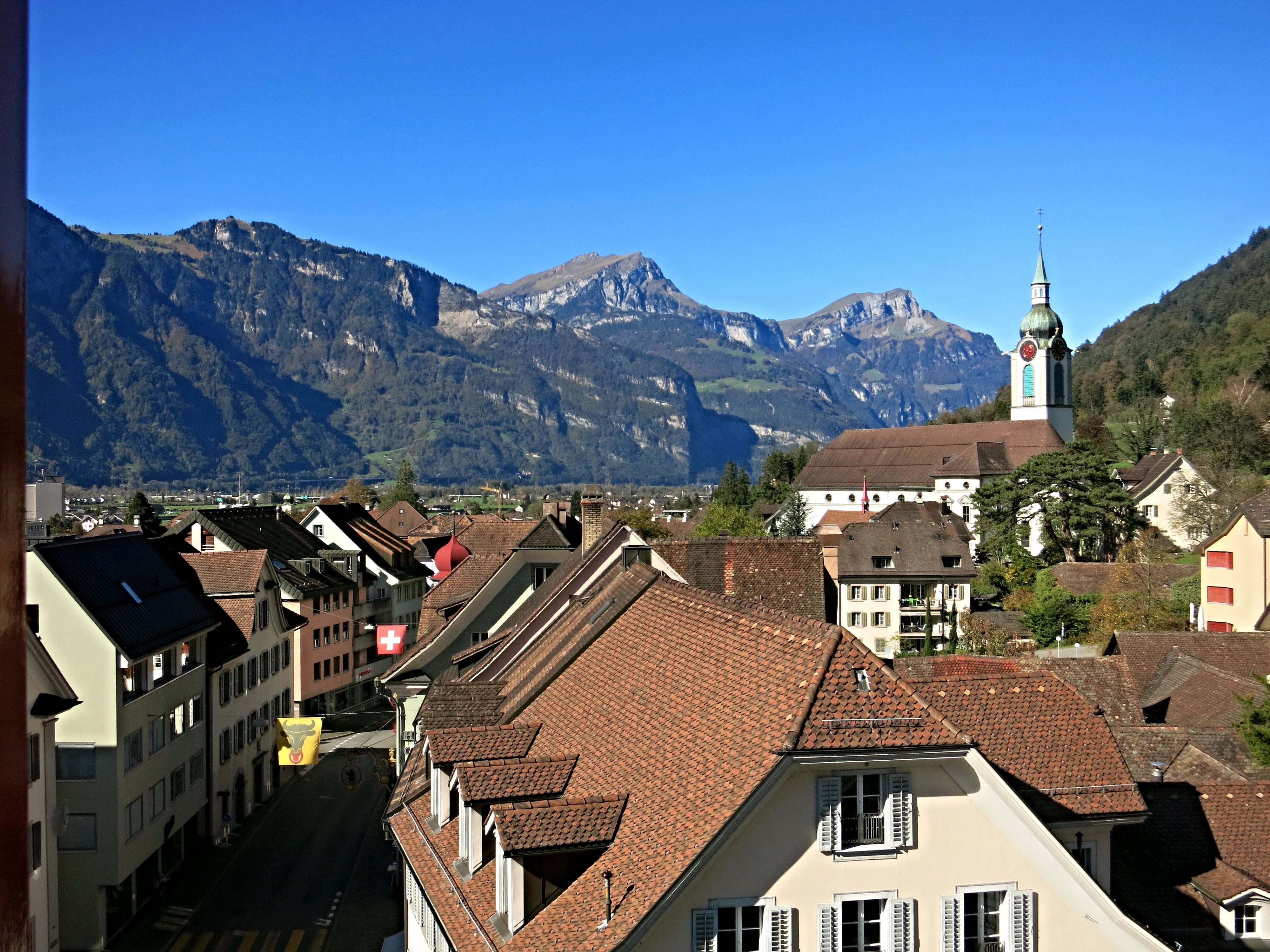
Blick Richtung Westen